# Nicolas Aithadi
Nicolas Aithadi (* 23. April 1972 in Saint-Denis) ist ein französischer Filmtechniker, der sich auf visuelle Effekte spezialisiert hat.

## Leben
Aithadi arbeitete sich schnell von Low-Budget-Filmen zu echten Blockbustern wie Troja, Charlie und die Schokoladenfabrik und vier Harry Potter Filmen auf. Für Harry Potter und die Heiligtümer des Todes: Teil 1 wurde er für einen BAFTA Award und einen Oscar nominiert.

## Filmografie (Auswahl)
- 2001: Fainaru fantajî X
- 2001: Vidocq
- 2001: Wasabi – Ein Bulle in Japan (Wasabi)
- 2002: Asterix & Obelix: Mission Kleopatra (Astérix & Obélix: Mission Cléopâtre)
- 2002: Sueurs
- 2003: Lara Croft: Tomb Raider – Die Wiege des Lebens (Lara Croft Tomb Raider: The Cradle of Life)
- 2003: Das Medaillon (The Medallion)
- 2004: Verrat in Venedig (Secret Passage)
- 2004: Stage Beauty
- 2004: Troja (Troy)
- 2004: Alexander
- 2005: Charlie und die Schokoladenfabrik (Charlie and the Chocolate Factory)
- 2005: Harry Potter und der Feuerkelch (Harry Potter and the Goblet of Fire)
- 2006: X-Men - Der letzte Widerstand (X-Men: The Last Stand)
- 2007: Elizabeth – Das goldene Königreich (Elizabeth: The Golden Age)
- 2008: 10.000 B.C. (10,000 BC)
- 2009: Harry Potter und der Halbblutprinz (Harry Potter and the Half-Blood Prince)
- 2010: Harry Potter und die Heiligtümer des Todes: Teil 1 (Harry Potter and the Deathly Hallows: Part 1)
- 2011: X-Men: Erste Entscheidung (X-Men: First Class)

## Auszeichnungen
- 2010: BAFTA Award: Nominierung in der Kategorie Beste visuelle Effekte für Harry Potter und der Halbblutprinz
- 2011: BAFTA Award: Nominierung in der Kategorie Beste visuelle Effekte für Harry Potter und die Heiligtümer des Todes: Teil 1
- 2011: Oscar: Nominierung in der Kategorie Beste visuelle Effekte für Harry Potter und die Heiligtümer des Todes: Teil 1